# Branjang
Branjang is een bestuurslaag in het regentschap Semarang van de provincie Midden-Java, Indonesië. Branjang telt 2918 inwoners (volkstelling 2010).